# جان هیگینز (شناگر)
جان هیگینس (به انگلیسی: John Higgins) (زادهٔ ۸ مهٔ ۱۹۱۶) شناگر اهل ایالات متحده آمریکا است.